# رومن توماس
رومن توماس (انگلیسی: Romain Thomas؛ زادهٔ ۱۲ ژوئن ۱۹۸۸) یک بازیکن فوتبال اهل فرانسه است.
از باشگاه‌هایی که در آن بازی کرده‌است می‌توان به باشگاه فوتبال استاد برستوا ۲۹ و آنژه اشاره کرد.